# Conotalopia tropicalis
Conotalopia tropicalis is een slakkensoort uit de familie van de Trochidae. De wetenschappelijke naam van de soort is voor het eerst geldig gepubliceerd in 1907 door Hedley.